# Xanthorhoe iduata
Xanthorhoe iduata là một loài bướm đêm trong họ Geometridae.